# Mord und Totschlag
Mord und Totschlag is een West-Duitse misdaadfilm uit 1967 onder regie van Volker Schlöndorff.

## Verhaal
Marie doodt haar ex-minnaar ongewild tijdens een ruzie. Wanneer ze het lijk wil verstoppen, wordt ze daarbij geholpen door de vreemdeling Günther en zijn vriend Fritz. Ze begraven het lichaam op een bouwwerf. Als Marie vervolgens vertrouwelijker wordt met Günther en Fritz, krijgt ze moeilijkheden.
Anita Pallenberg maakte met de hoofdrol in deze film haar debuut. Mord und Totschlag werd op het Filmfestival van Cannes in 1967 genomineerd voor de Gouden Palm.

## Rolverdeling
| Acteur               | Personage |
| -------------------- | --------- |
| Anita Pallenberg     | Marie     |
| Hans-Peter Hallwachs | Günther   |
| Manfred Fischbeck    | Fritz     |
| Werner Enke          | Hans      |